# Gastón Puerari
Gastón Puerari, vollständiger Name Leonardo Gastón Puerari Torres, (* 23. Januar 1986 in Paysandú) ist ein uruguayischer Fußballspieler.

## Verein
Der 1,73 Meter große „el Chuky“ genannte Offensivspieler, der zwischen 2004 und 2007 auch in der Departamento-Auswahl von Paysandú zum Zuge kam, gehörte in der Frühphase seiner Karriere mindestens seit der Clausura 2008 dem Erstligakader des montevideanischen Klub Rampla Juniors an, aus dessen Jugendmannschaft er stammt. Dort bestritt er in jener Halbserie zwölf Spiele (zwei Tore) in der Primera División und kam in der Folgesaison zu 22 weiteren Erstligaeinsätzen (drei Tore). Mitte 2008 nahm er ein Zwischen-Engagement auf Leihbasis beim ecuadorianischen Verein Emelec an, wo er in der zweiten Saisonphase (Segunda Fase) dreimal in der höchsten Spielklasse des Landes auflief, ohne jedoch einen Pflichtspiel-Torerfolg vorweisen zu können. Anschließend kehrte er zu den Rampla Juniors zurück. In der Saison 2009/10 sowie auch noch in der Apertura 2010 stand er bei den Montevideo Wanderers unter Vertrag. Dort absolvierte er 35 Ligapartien und erzielte acht Treffer. Anfang Februar 2011 erfolgte sodann sein Transfer zum US-amerikanischen Fußballklub Chicago Fire. Bis Juni jenes Jahres wurde er dort 14-mal eingesetzt (ein Tor) und verabschiedete sich dann auf Leihbasis zum mexikanischen Verein Atlas Guadalajara. Für die Mittelamerikaner bestritt er in der Apertura 2011 jedoch lediglich drei Spiele im Ligabetrieb. Seine nächste Karrierestation lag sodann wieder in seiner uruguayischen Heimat, wo er sich im Januar 2012 dem Hauptstadtklub Defensor anschloss. Nach insgesamt sechs Partien (ein Tor) in der Primera División in der Clausura 2012 und lediglich einem weiteren torlosen Einsatz in der Apertura 2012 sowie einer Einwechslung in der Copa Libertadores zog er Ende 2012 weiter zum Ligakonkurrenten El Tanque Sisley. 13 mal (zwei Tore) stellte ihn der dortige Trainer in der Clausura 2013 auf. Auch in der Copa Sudamericana 2013 kam er zweimal zum Einsatz. In der laufenden Spielzeit 2013/14 lief er bis zum Abschluss der Apertura je nach Quellenlage in sieben Spielen (kein Tor) oder neun Spielen (ein Tor) der Primera División auf. Anfang Januar 2014 wechselte er zum Ligakonkurrenten Juventud. Dort sind in der restlichen Saison zehn Ligaeinsätze und drei Tore für Puerari verzeichnet. In der Saison 2014/15 wurde er in 28 Erstligaspielen (sieben Tore) eingesetzt. Es folgten zwölf Erstligaeinsätze (vier Tore) sowie vier (kein Tor) in der Copa Sudamericana 2015. Im Januar 2016 schloss er sich CSD Municipal an. Bei den Guatemalteken bestritt er bislang (Stand: 3. März 2017) 46 Begegnungen der Liga Nacional und erzielte 15 Treffer.